# Altdorf, Sudliche Weinstrasse
Altdorf là một đô thị thuộc huyện Südliche Weinstraße, bang Rheinland-Pfalz, Đức. Đô thị này có diện tích 6,36 km², dân số thời điểm 31 tháng 12 năm 2006 là 454 người.